# خووستنیک
خووستنیک (به چکی: Choustník) یک منطقهٔ مسکونی در جمهوری چک است که در منطقه تابور واقع شده‌است. خووستنیک ۱۲٫۶۲ کیلومتر مربع مساحت و ۵۰۷ نفر جمعیت دارد و ۵۴۸ متر بالاتر از سطح دریا واقع شده‌است.